# Paciphacops
Paciphacops – rodzaj stawonogów z wymarłej gromady trylobitów, z rzędu Phacopida. Żył w okresie dewonu.
Gatunki:
- Paciphacops birdsongensis, Tennessee
- Paciphacops campbelli, Oklahoma
- Paciphacops logani, Oklahoma
- Paciphacops crosslei, Australia
- Paciphacops latigenalis, Australia